# Sobekhotep VI
Sobekhotep VI (fl. XVIII-XVII secolo a.C.) è stato un sovrano dell'antico Egitto inserito nella XIII dinastia.

## Biografia
L'identificazione di questo sovrano pone alcuni problemi derivanti dall'esistenza di documenti che collegano allo stesso prenomen, Merhotepra, due diversi nomen, Sobekhotep (VI) e Inay (o Ini).
Per svariate ragioni tra cui stile degli scarabei e assenza nel Canone Reale di due sovrani con praenomen "Merhotepra", gli storici, ma non tutti, sono abbastanza concordi nel ritenere trattarsi dello stesso sovrano.
Secondo Kim Ryholt, invece, Sobekhotep VI si collocherebbe dopo Sobekhotep IV mentre Merhotepra Ini si collocherebbe dopo Menerferra Ay.
Il Canone Reale gli attribuisce un regno di soli due anni.
Come tutti i sovrani della XIII dinastia di questo periodo dovrebbe aver regnato solamente sul Medio e Alto Egitto.

## Liste reali
| N5 | U7 · r | R4 · t · p |

| N5 | U7 · r | R4 · t · p |

| N5 | U7 · r | R4 · t · p |

| N5 | U7 · r | R4 · t · p |

| N5 | U7 · r | R4 · t · p |

| N5 | U7 · r | R4 · t · p |

| N5 | U7 · r | R4 · t · p |

| N5 | U7 · r | R4 · t · p |

| N5 | mr | Htp · t · p |

| N5 | mr | Htp · t · p |

| N5 | mr | Htp · t · p |

| N5 | mr | Htp · t · p |

| N5 | mr | Htp · t · p |

| N5 | mr | Htp · t · p |

| N5 | mr | Htp · t · p |

| N5 | mr | Htp · t · p |

## Titolatura
| G5 |

| G5 |

|       |
| \| \| |
|       |
|       |

|  |

|       |
| \| \| |
|       |
|       |

|  |

| G16 |

| G16 |

|  |

| G8 |

| G8 |

|  |

| M23 · X1 | L2 · X1 |

| M23 · X1 | L2 · X1 |

| N5 | mr | Htp · t · p |

| N5 | mr | Htp · t · p |

| N5 | mr | Htp · t · p |

| N5 | mr | Htp · t · p |

| N5 | mr | Htp · t · p |

| N5 | mr | Htp · t · p |

| N5 | mr | Htp · t · p |

| N5 | mr | Htp · t · p |

| G39 | N5 |

| G39 | N5 |

| I4 | Htp · t · p |

| I4 | Htp · t · p |

| I4 | Htp · t · p |

| I4 | Htp · t · p |

| I4 | Htp · t · p |

| I4 | Htp · t · p |

| I4 | Htp · t · p |

| I4 | Htp · t · p |

| G5 |

| G5 |

|       |
| \| \| |
|       |
|       |

|  |

|       |
| \| \| |
|       |
|       |

|  |

| G16 |

| G16 |

|  |

| G8 |

| G8 |

|  |

| M23 · X1 | L2 · X1 |

| M23 · X1 | L2 · X1 |

| N5 | mr | Y1 |

| N5 | mr | Y1 |

| N5 | mr | Y1 |

| N5 | mr | Y1 |

| N5 | mr | Y1 |

| N5 | mr | Y1 |

| N5 | mr | Y1 |

| N5 | mr | Y1 |

| G39 | N5 |

| G39 | N5 |

| i | A2 | n | A3 |

| i | A2 | n | A3 |

| i | A2 | n | A3 |

| i | A2 | n | A3 |

| i | A2 | n | A3 |

| i | A2 | n | A3 |

| i | A2 | n | A3 |

| i | A2 | n | A3 |

## Altre datazioni
Merhotepra
| Autore | Anni di regno         |
| ------ | --------------------- |
| Ryholt | 1720 a.C. - 1717 a.C. |

Inai
| Autore  | Anni di regno         |
| ------- | --------------------- |
| Redford | 1700 a.C. - 1698 a.C. |
| Ryholt  | 1677 a.C. - 1675 a.C. |
| Franke  | 1656 a.C. - 1654 a.C. |